# 別府町 (延岡市)
別府町（びゆうまち）は、宮崎県延岡市の町名である。2017年3月1日現在、人口1,420人（男693人、女727人）、世帯数619世帯である。郵便番号は、882-0861である。

## 概要
延岡市の南部中央に位置する。同地域には国道10号が通り、西部はJR九州日豊本線が南北に通る。東は道路によって長浜町四丁目、南は浜川によって浜町、南西は共栄町、西は旭町七丁目、北は出北町一 - 二丁目と接している。神社は王代神社がある。東隣の長浜町四丁目および西隣の旭町七丁目には、旭化成グループの工場がある。

## 歴史
江戸時代まで、延岡藩領の出北村の一部であった。1889年、町村制が施行されると東臼杵郡恒富村の一地域となり、後に延岡市の一地域となった。

### 年表
- 1889年（明治22年） - 東臼杵郡恒富村出北の一部となる。
- 1930年（昭和5年） - 東臼杵郡延岡町出北の一部となる。
- 1933年（昭和8年） - 延岡市出北の一部となる。
- 1957年（昭和32年） - 別府町が設置される。

## 小・中学校の学区
小学校
- 延岡市立東小学校

中学校
- 延岡市立延岡中学校

## 交通
鉄道
- JR九州日豊本線南延岡駅が最寄駅である

道路
- 国道10号